# Charles Ingram (9e vicomte d'Irvine)
Charles Ingram, 9e vicomte d'Irvine (19 mars 1727-27 juin 1778), est un propriétaire terrien britannique, homme politique et courtisan,.

## Biographie

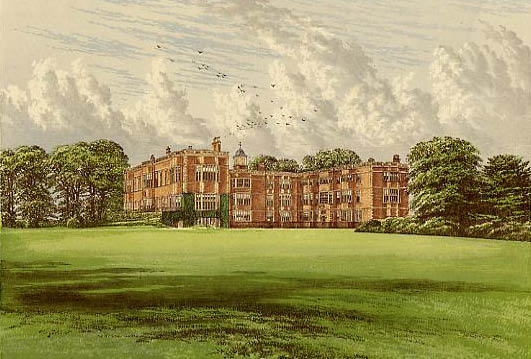
Temple Newsam, 1880

Il est le fils du colonel Charles Ingram (septième fils d'Arthur Ingram (3e vicomte d'Irvine)) et d'Elizabeth Scarborough, fille et héritière de Charles Scarborough, de Windsor, Berkshire. Il est élu au Parlement pour Horsham en 1747, un siège qu'il occupe jusqu'en 1763, quand il succède à son oncle George Ingram (8e vicomte d'Irvine). Il s'agissait d'une pairie écossaise et ne lui donne pas droit à un siège automatique à la Chambre des lords bien qu'il ait été contraint de démissionner de son siège au Parlement car les pairs écossais ne pouvaient pas siéger à la Chambre des communes. Il est également valet de la chambre à coucher du prince de Galles de 1756 à 1760 et de 1760 à 1763 (après que le prince accède au trône sous le nom de George III). En 1768, il est élu pair représentant écossais, et le reste jusqu'à sa mort dix ans plus tard.
Lord Irvine épouse Frances Shepherd, fille de Samuel Shepheard député, d'Exning, Suffolk, en 1758. Ils ont cinq filles. La fille aînée, Isabella Ingram, épouse Francis Ingram-Seymour-Conway (2e marquis d'Hertford) et est également la maîtresse du prince de Galles, plus tard George IV.
Dans les années 1760, Charles emploie Capability Brown pour repenser le parc de Temple Newsam. Le travail est poursuivi par sa veuve, qui reconstruit l'aile sud et vit à Temple Newsam jusqu'à sa mort en 1807. Il y a un portrait de Charles, 9e vicomte Irwin, par Benjamin Wilson, dans les collections de Temple Newsam.
Lord Irvine est décédé en juin 1778, à l'âge de 51 ans. Comme il n'a pas de fils et qu'il n'y a plus de descendants de la lignée masculine du premier vicomte, le titre s'éteint à sa mort. Temple Newsam passe à Isabella, Lady Hertford à la mort de Lady Irvines en 1807.